# Llavini
Llavini ist eine Ortschaft im Departamento Cochabamba im Hochland des südamerikanischen Andenstaates Bolivien.

## Lage im Nahraum
Llavini ist eine Ortschaft des Kanton Tapacarí im Municipio Tapacarí in der Provinz Tapacarí. Die Ortschaft liegt auf einer Höhe von 3198 m im Quellbereich des Río Kaquiari, einem rechten Nebenfluss des Río Rocha, einem der Quellflüsse des bolivianischen Río Grande.

## Geographie
Llavini liegt östlich des bolivianischen Altiplano in den östlichen Ausläufern der Serranía de Sicasica. Das Klima ist ein typisches Tageszeitenklima, bei dem die mittleren täglichen Temperaturschwankungen höher ausfallen als die jahreszeitlichen Schwankungen.
Die mittlere Durchschnittstemperatur der Region liegt bei etwa 20 °C (siehe Klimadiagramm Capinota) und schwankt nur unwesentlich zwischen 16 °C im Juni und Juli und gut 22 °C im November und Dezember. Der Jahresniederschlag beträgt etwa 550 mm und weist eine ausgeprägte Trockenzeit von April bis November mit Monatsniederschlägen von unter 10 mm auf, nur in der Feuchtezeit von Dezember bis März fallen bis zu 140 mm Monatsniederschlag.

## Verkehrsnetz
Llavini liegt in einer Entfernung von 62 Straßenkilometern südwestlich von Cochabamba, der Hauptstadt des Departamentos.
Von Cochabamba aus führt in westlicher Richtung die gut ausgebaute Nationalstraße Ruta 4 über die Städte Quillacollo und Parotani nach Llavini. Westlich der Ortschaft verläuft die Straße weiter über Challa Grande nach Lequepalca und Caracollo, wo sie auf die Ruta 1 stößt, die den Altiplano von Norden nach Süden durchquert und Verbindungen nach La Paz, Oruro und Potosí herstellt.

## Bevölkerung
Die Einwohnerzahl der Ortschaft hat sich im vergangenen Jahrzehnt kaum verändert:
| Jahr | Einwohner         | Quelle       |
| ---- | ----------------- | ------------ |
| 1992 | keine Detaildaten | Volkszählung |
| 2001 | 362               | Volkszählung |
| 2012 | 347               | Volkszählung |
| 2024 |                   | Volkszählung |

Die Region weist einen hohen Anteil an Quechua-Bevölkerung  auf, im Municipio Tapacarí sprechen 75,5 Prozent der Bevölkerung die Quechua-Sprache.